# キングスウェイ

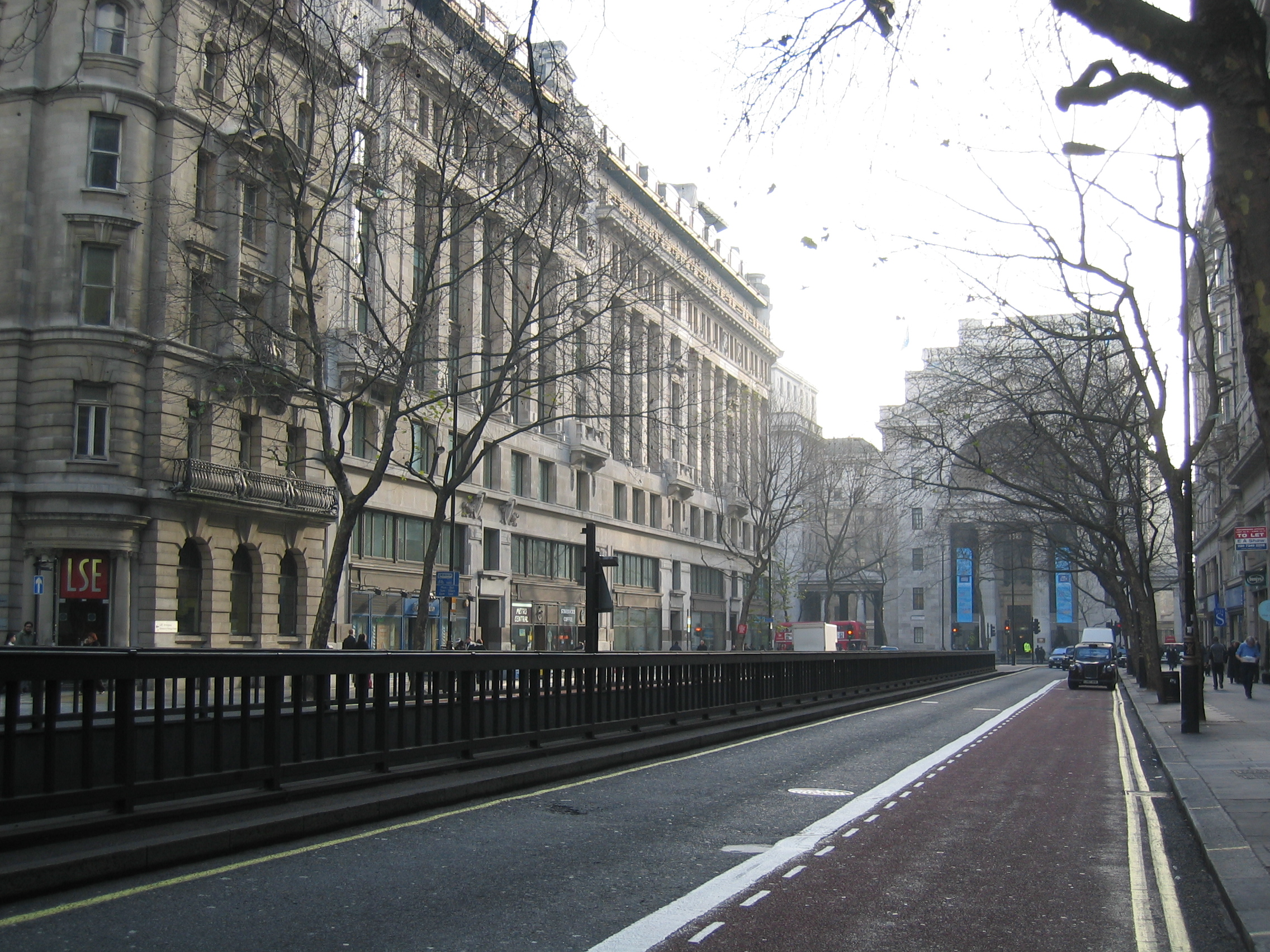
Kingsway, LSE and Bush House

キングスウェイ (Kingsway) は、ロンドンの中心部を走る南北約500メートルの長さの道路。同通り北側カムデン区ホルボーン界隈のハイ・ホルボーン（en ) と、同通り南側ウェストミンスター区のオールドウィッチ (Aldwych) 地区ないしシティ西端のテンプル地区界隈とを結んでいる。
道幅が30.5メートルとロンドンの通りでは最も幅広いものの一つとなっている。この道路は20世紀初頭の再開発計画により、周辺に存在した小さな通りとスラム街を一掃して建設された。
コヴェント・ガーデン地区の東の境界をなしており、通りの東側にはロンドン・スクール・オブ・エコノミクス (LSE) の施設が点在している。最寄りのロンドン地下鉄駅はホルボーン駅とテンプル駅である。
なおロンドンにはベイズウォーターにクィーンズ・ウェイ (Queensway) という通りがある。

## 沿道にある主な建物
- ロンドン・スクール・オブ・エコノミクス (LSE)のキャンパス
- Bush House : BBCワールドサービス本社
- Aviation House：食品基準局 (Food Standards Agency)
- Victory House : ロンドン中央雇用裁判所 (the London Central Employment Tribunal)
- Africa House : ユニセフ英国委員会 (the United Kingdom Committee for UNICEF)
- Alexandra House ：教育基準局(Ofsted)本部
- York House：特許・著作権関連を扱う弁護士事務所で英国最大規模のMewburn Ellis
- CAA House：英国の航空規制の専門委員会本部である民間航空局(Civil Aviation Authority)

## Kingswayギャラリー

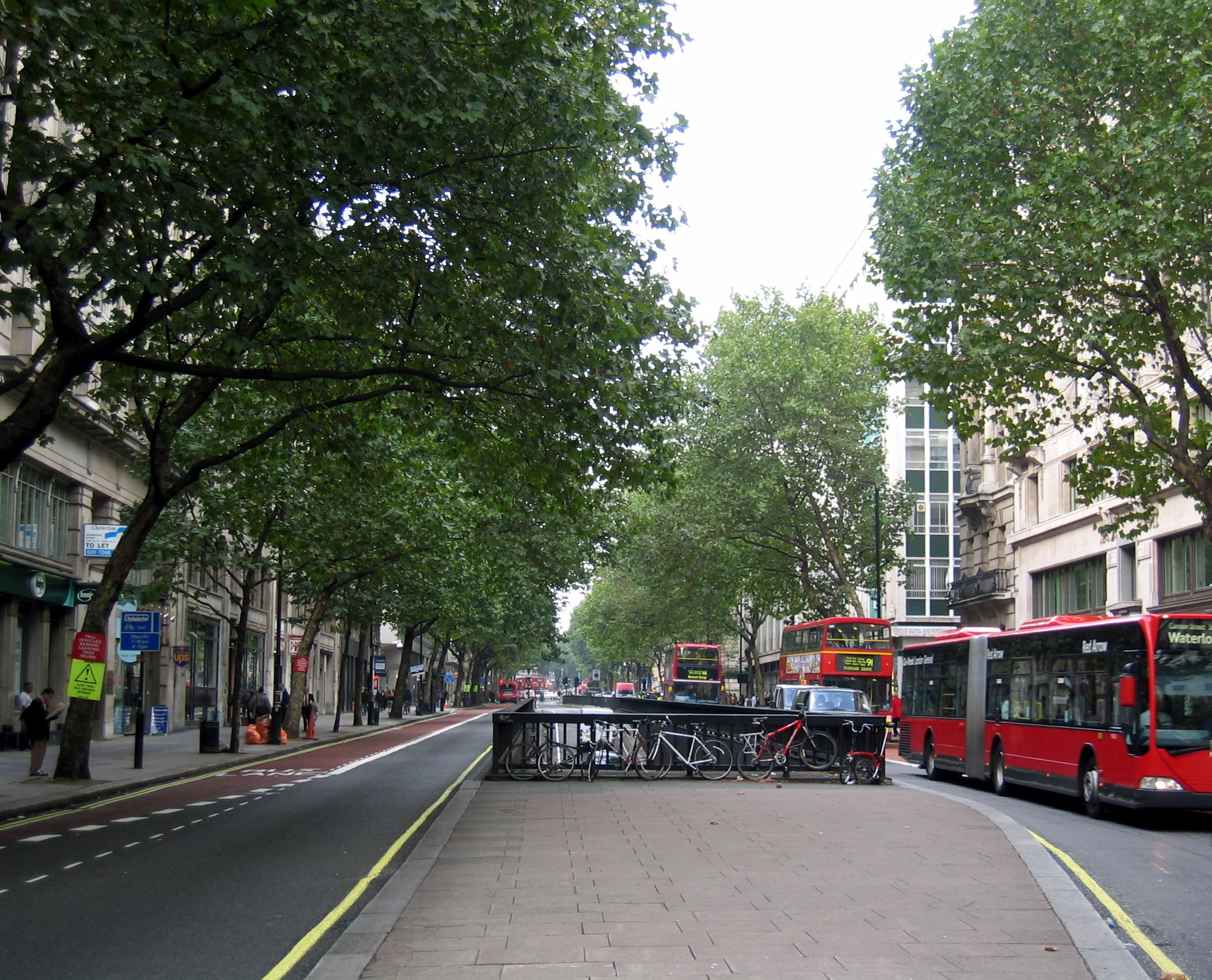
Aldwychから見たKingsway
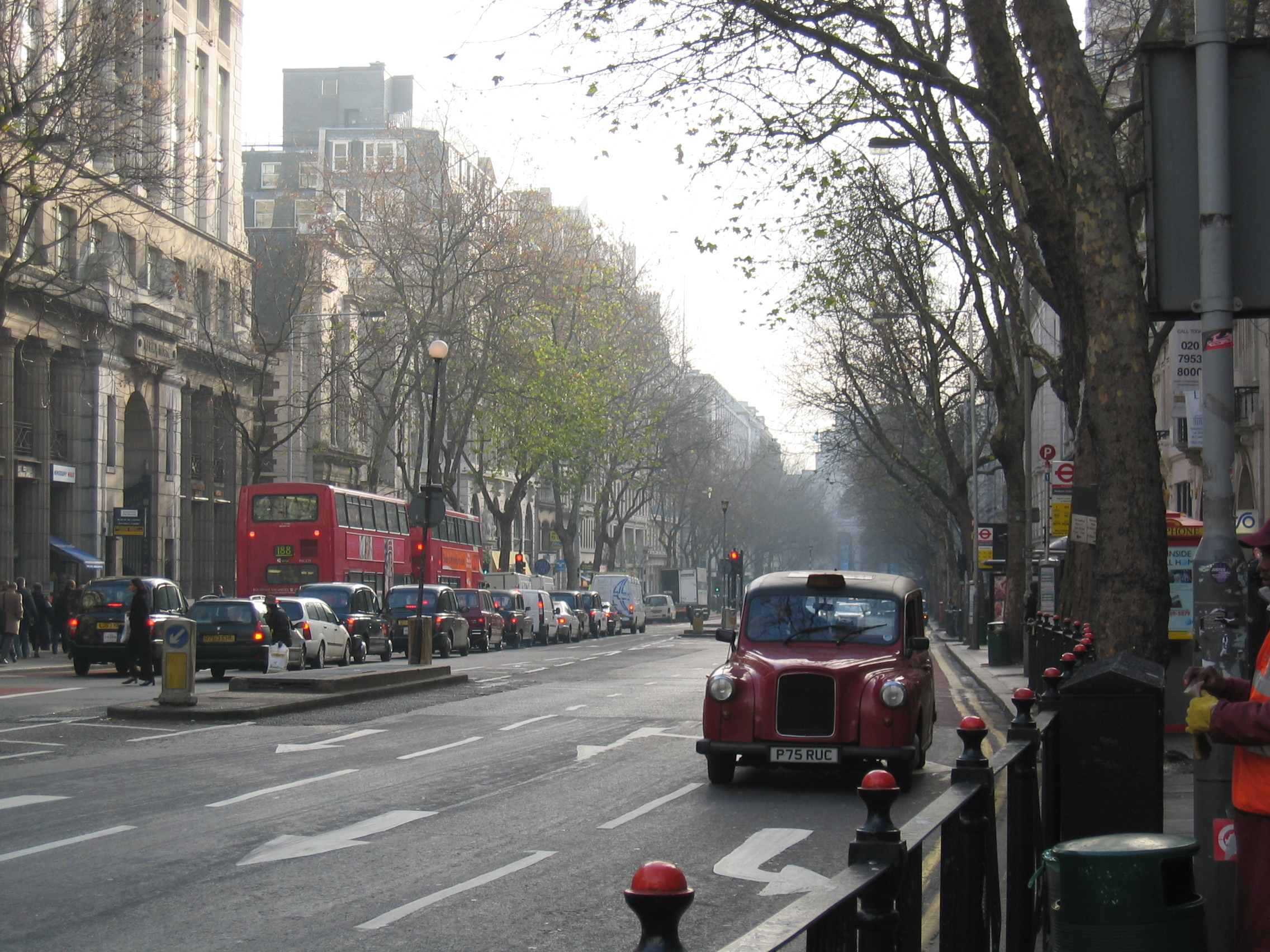
Holbornから見たKingsway
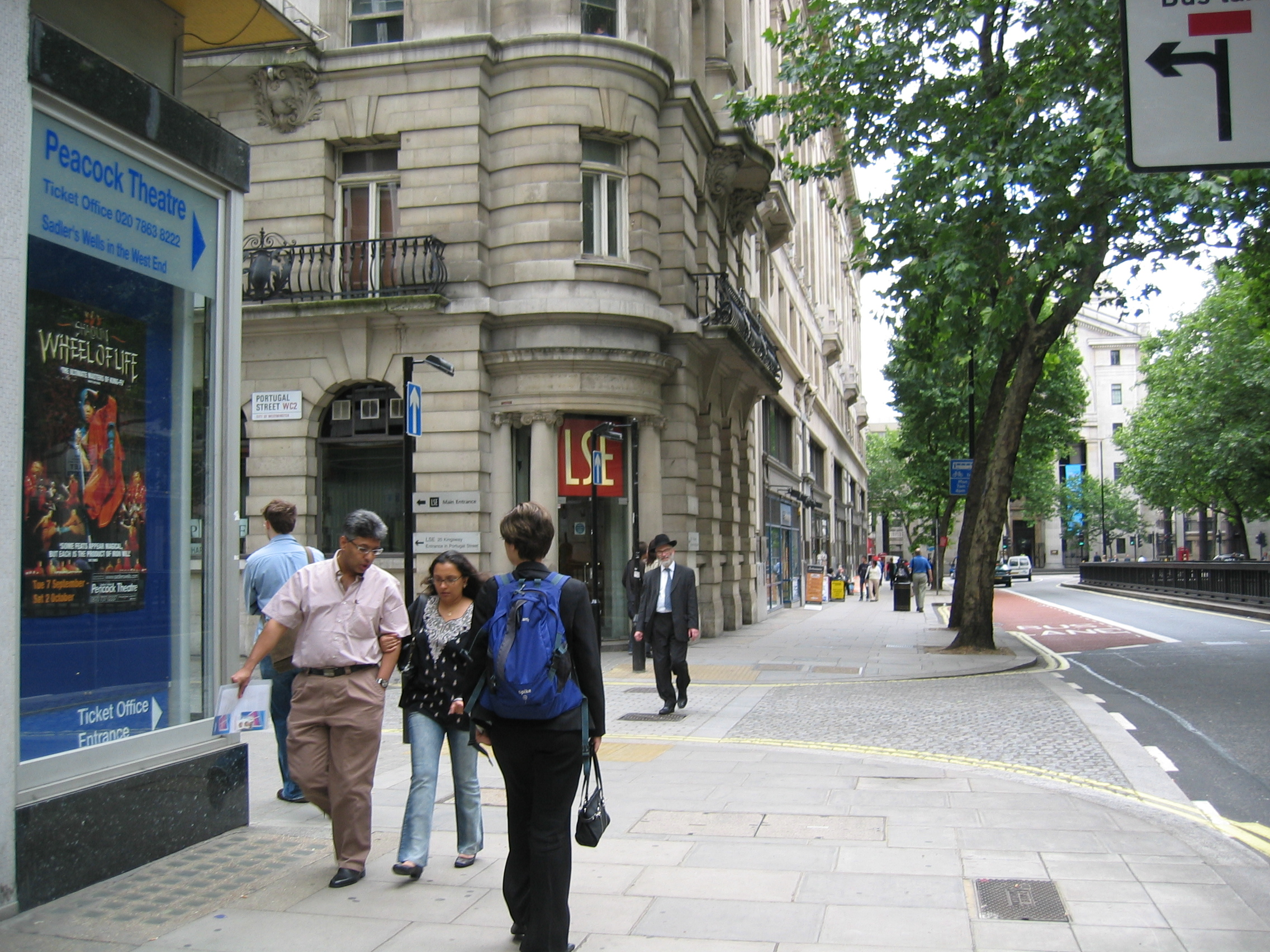
LSEエントランス
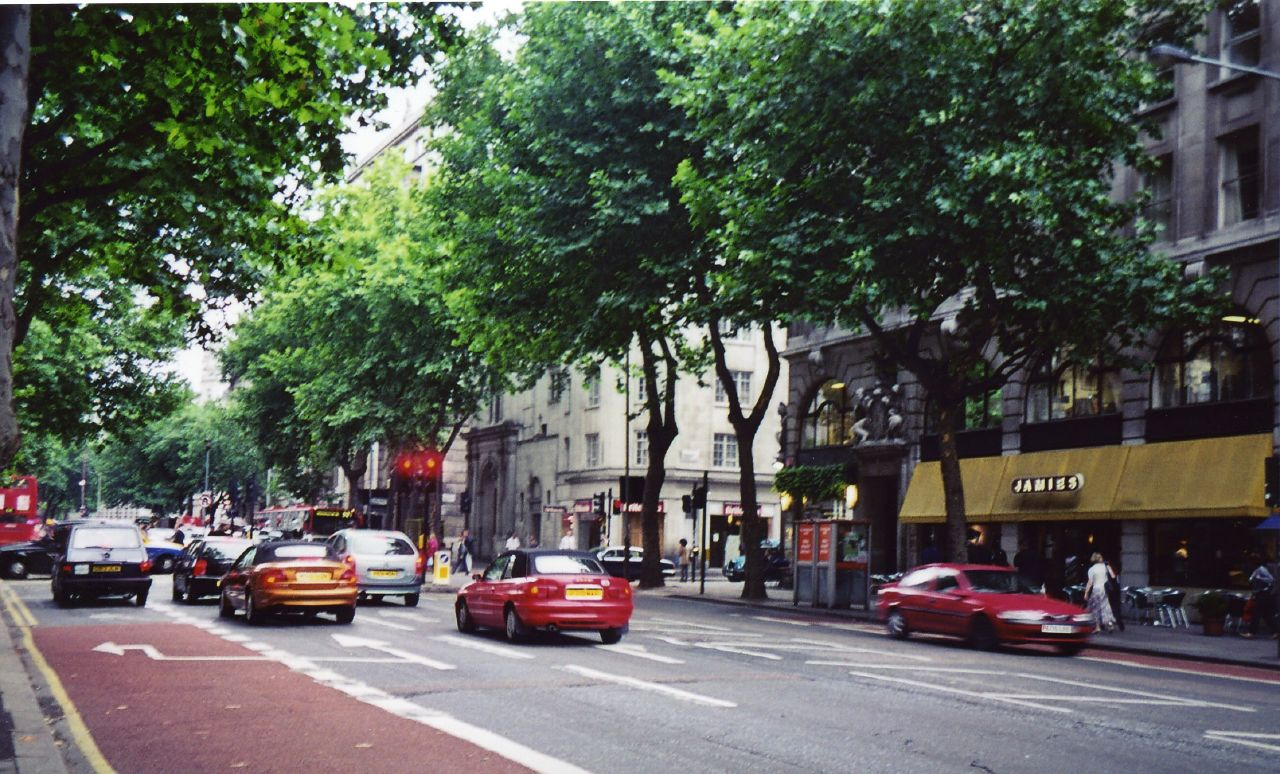
七月のKingsway
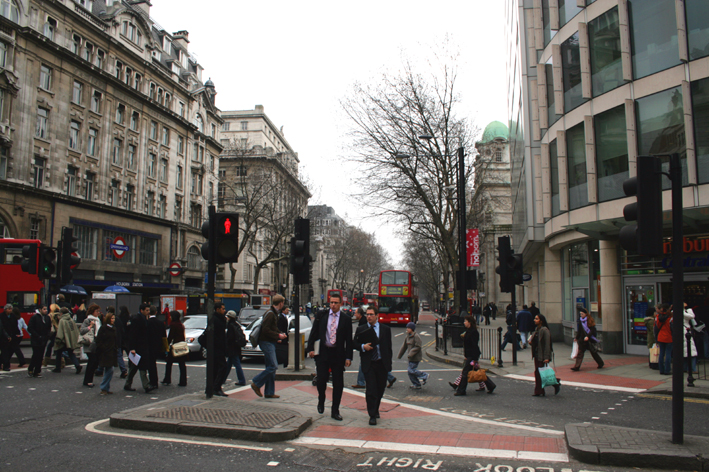
Holborn駅とKingsway
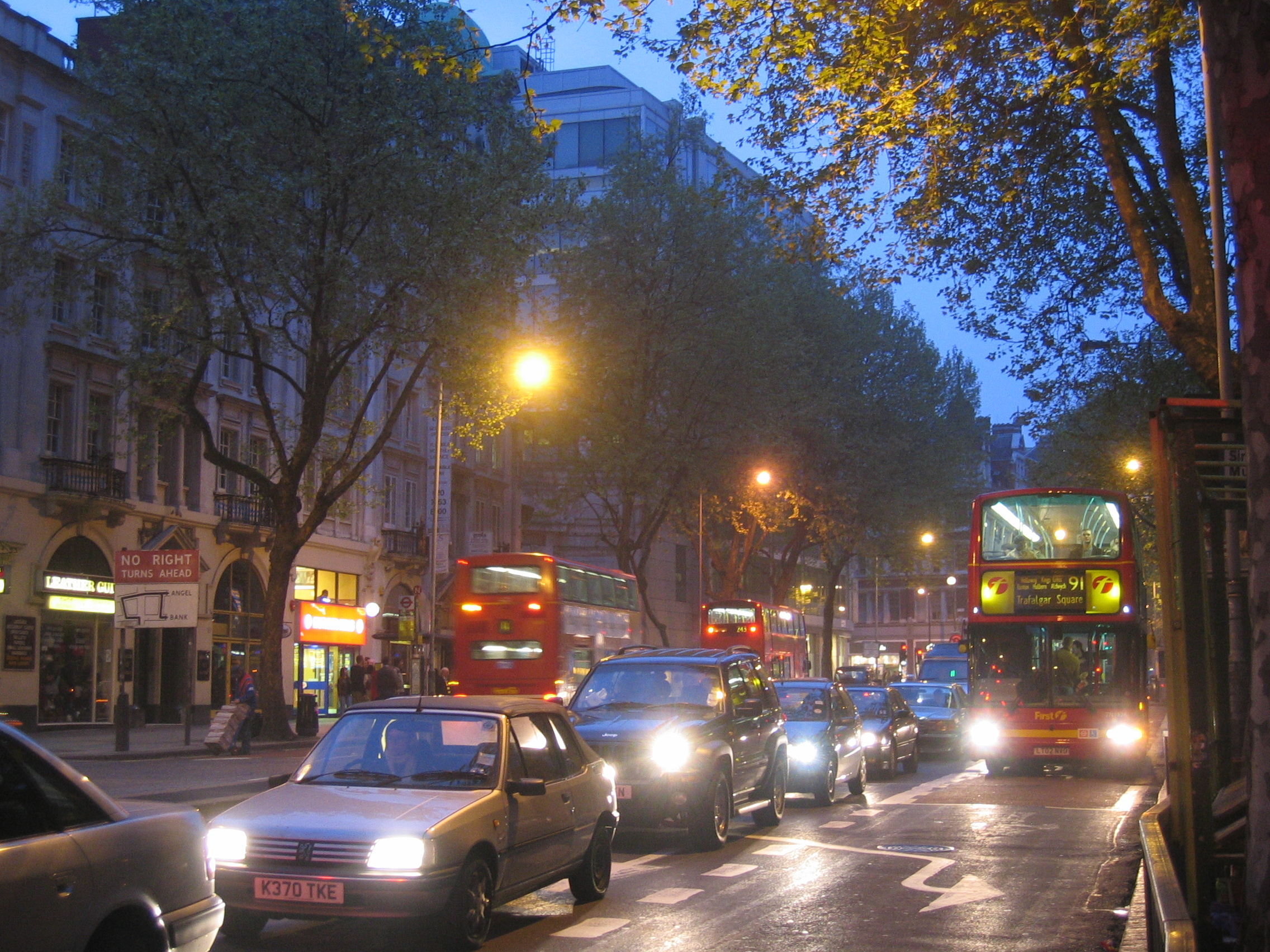
夕暮れ時
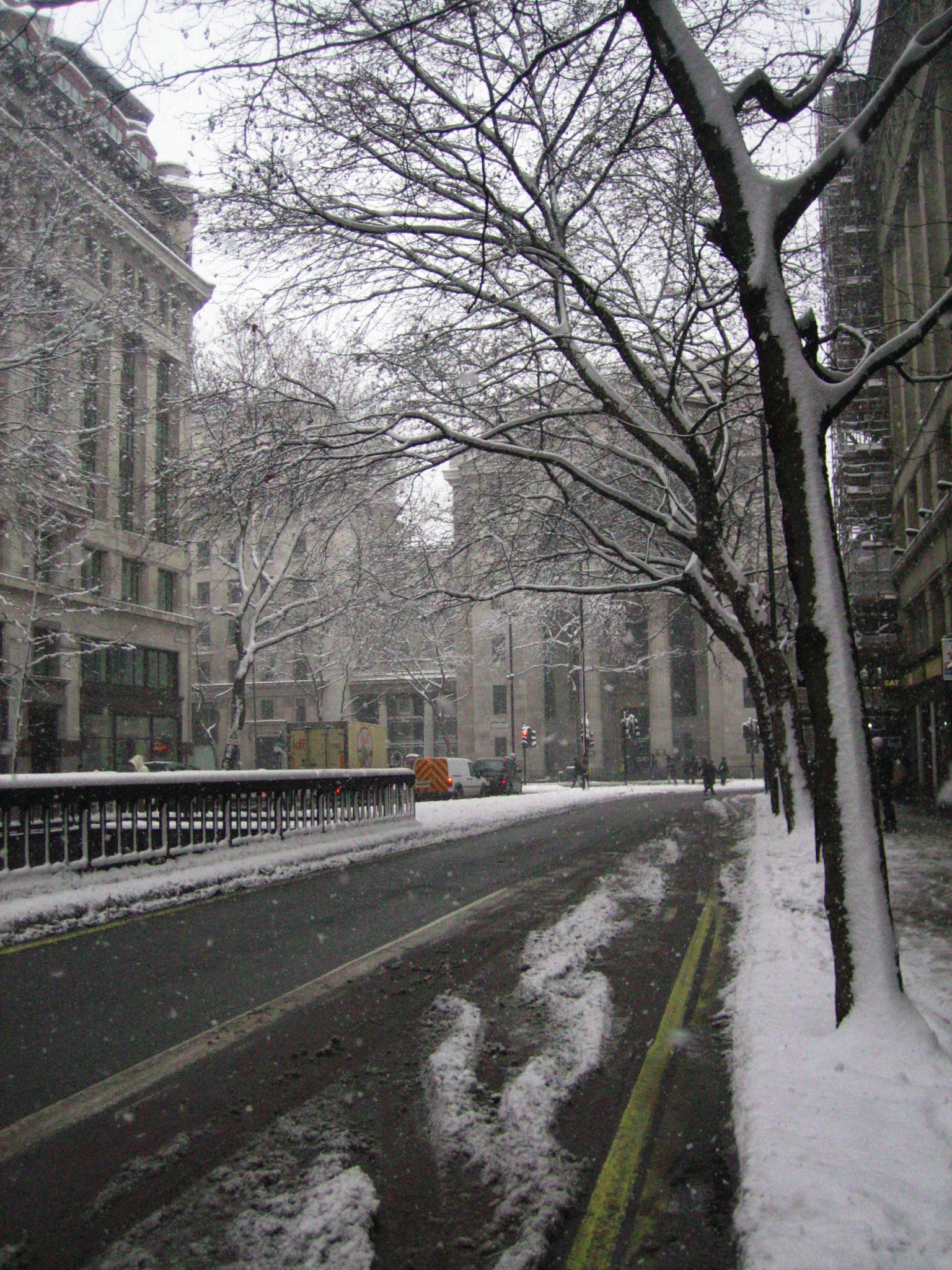
雪のKingsway1
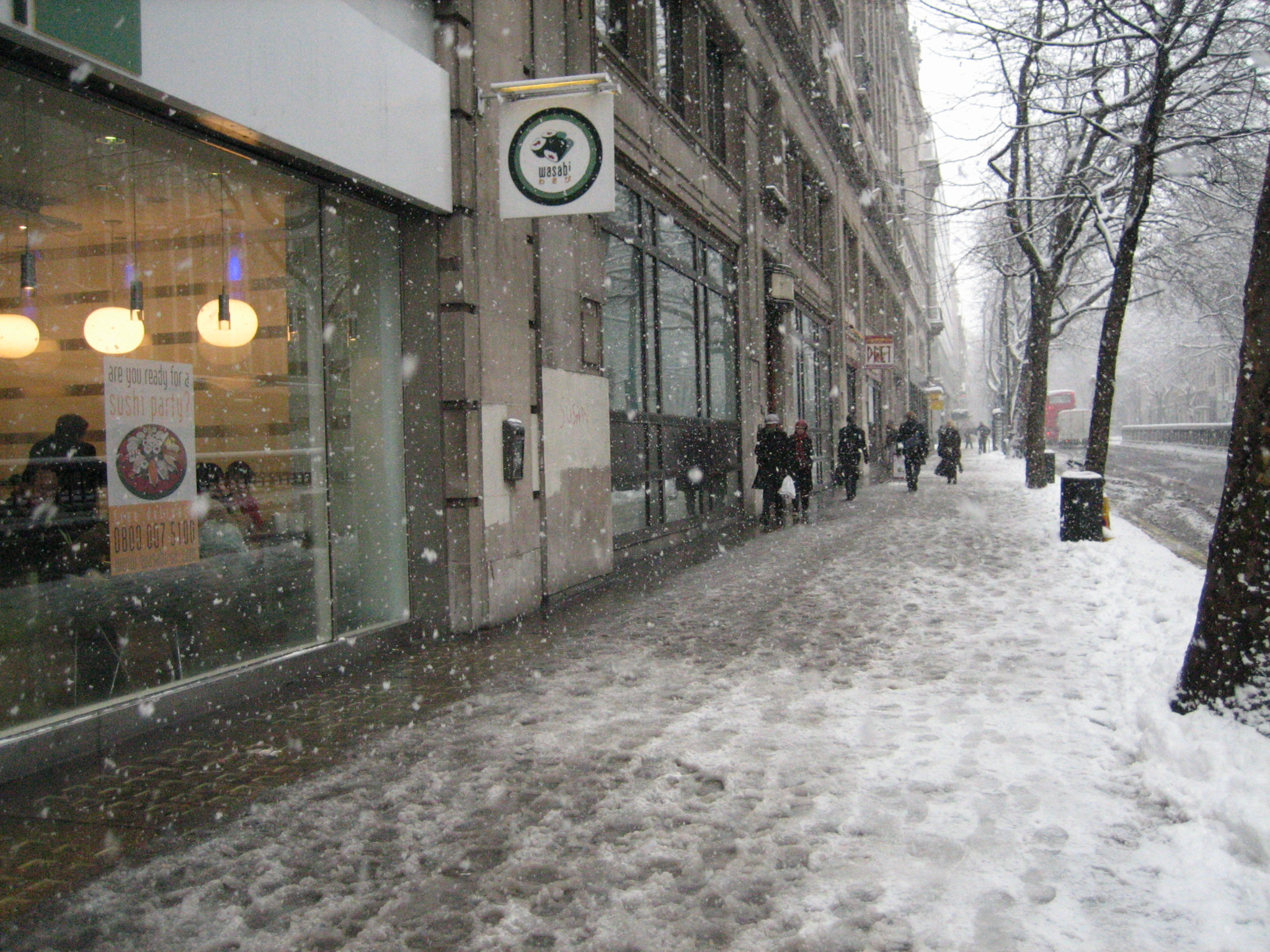
雪のKingsway2